# Ronald de Boer
Ronald de Boer (15 tháng 5, 1970 tại Hoorn) là cầu thủ tiền vệ bóng đá người Hà Lan, là anh em song sinh của Frank de Boer. Anh từng khoác áo đội tuyển Hà Lan cũng như nhiều câu lạc bộ nổi tiếng ở châu Âu.
De Boer thường chơi ở vị trí tiền vệ cánh phải mặc dù vậy anh cũng có thể chơi ở vị trí tiền vệ trung tâm hoặc tiền đạo.
Anh bắt đầu chơi bóng nghiệp dư từ năm 1986 ở một số câu lạc bộ như De Zouaven (1986-87) và Lutjebroek (87-88) ở Hà Lan. Năm 1988 anh bắt đầu sụ nghiệp chuyên nghiệp ở câu lạc bộ Ajax (1988-1991, 1993-1998) và một số câu lạc bộ khác như FC Twente (1991-93), FC Barcelona (1998-2000), Rangers FC (2000-04), Al-Rayyan (2004-05), Al-Shamal (2005-08). Cả hai câu lạc bộ ở Qatar anh đều chơi cùng với người anh sinh đôi cũng là người đồng đội của anh ở các câu lạc bộ Ajax, Barcelona, Rangers và đội tuyển quốc gia. Anh đã cùng câu lạc bộ Ajax giành cup C1 châu Âu năm 1995 và cùng đội tuyển Hà Lan tham dự world cup 1994 và 1998, Euro 1996 và Euro 2000. Ở world cup 1998, đường chuyền dài chính xác của anh trai anh đã tạo cơ hôi cho Dennis Bergkamp ghi bàn thắng quyết định loại đội tuyển Argentina khỏi trận tứ kết. Tuy nhiên Hà Lan lại bị thua Brasil ở trận bán kết và sau đó lại thua Croatia ở trận tranh giải 3.
Trong sự nghiệp anh khoác ao đội tuyển quốc gia Hà Lan 67 lần và ghi được 13 bàn thắng. Ngày 19 tháng 3, 2008 anh quyết định treo giày ở tuổi 38.